# Manantiales (Uruguai)
Manantiales és un balneari del sud-est de l'Uruguai, ubicat al departament de Maldonado. Es troba sobre la costa de l'oceà Atlàntic, sobre la ruta 10, entre el seu encreuament amb la ruta 104 a l'est i la Laguna Blanca a l'oest. Sobre la seva franja costanera hi ha un punt que es diu Punta Piedras. Cap a l'oest d'aquest punt hi és la platja Las Olas, mentre que vers a l'est s'ubica la platja Bikini. A l'oest limita amb el barri de San Carlos, al costat de La Barra.

## Població
Segons les dades del cens de 2004, Manantiales tenia una població aproximada de 182 habitants i un total de 548 habitatges.
| Any  | Població |
| ---- | -------- |
| 1963 | 57       |
| 1975 | 63       |
| 1985 | 132      |
| 1996 | 199      |
| 2004 | 182      |
| 2011 | 149      |